# アメリカコダックのフィルムカメラ製品一覧
アメリカコダックのフィルムカメラ製品一覧（アメリカコダックのフィルムカメラせいひんいちらん）は、アメリカ合衆国の企業であるコダックが製造販売した写真機のうち、写真フィルムを使用する製品の一覧である。

## 黎明期の製品
- No.1コダック（1888年発売） - 世界で初めてロールフィルムを使用したカメラ。
- No.4フォールディングコダック - 世界で初めて蛇腹がつき折畳式（フォールディングカメラ）となったロールフィルム使用カメラ。
- 3Aオートグラフィックコダックスペシャル（1916年発売） - 世界で初めて距離計連動機能を備えたロールフィルムカメラ。

## バンタムシリーズ
828フィルムを使用し、画面サイズは「28×40mm判」、いわゆる「バンタム判」である。「バンタム判」の語は、バンタムシリーズが初めて採用したロールフィルムであることに由来する。
- バンタムスペシャル（Bantam special 、1936年発売） - ウォルター・ドーウィン・ティーグがデザインした。エクター45mmF2固定。
- フラッシュバンタム（Flash Bantam 、1947年発売） - アナスター48mmF4.5固定。

## ブローニーシリーズ
和製英語ブローニーフィルムの元になったが、実際には多種多様なカメラがあり使用するフィルムも様々である。

## エクトラシリーズ
1941年（昭和16年）発売の高級カメラが有名で、1970年代後半に同ブランドで「110フィルム」使用カメラが発売されている。

## メダリストシリーズ
620フィルムを使用、「6×9cm判」。
- メダリストI（Medarist I 、1941年発売） - レンズはエクター100mmF3.5固定。距離計連動。セルフコッキング。パララックス自動補正。裏蓋を外すとシートフィルム等のバックとフィルムバック交換可能。
- メダリストII（Medarist II 、1946年発売） - シンクロターミナルを装備した。レンズはエクター100mmF3.5固定。

## ポケット・コダックシリーズ
ポケットに入るほど小型、との意。

## シグネットシリーズ
- シグネット35（Signet35 、1951年発売） - レンズはエクター44mmF3.5固定。

## スーパーコダック620
- スーパーコダック620（1938年発売） - 世界で初めて自動露出を実現したカメラ。

## ヴェスト・ポケット・コダックシリーズ
ポケット・コダックシリーズよりさらに小型化を押し進めたシリーズ。